# Makarios z Pelekete
Svatý Makarios z Pelekete († 9. století, Afousia) byl byzantský mnich a igumen.

## Život
Narodil se se jménem Kryštof v Konstantinopoli. Velmi brzy osiřel a vychoval jej jeho strýc.
V mládí se rozhodl pro mnišský život a odešel do monastýru Pelekete, dnes v provincii Bursa. Zde byl postřižen na mnicha se jménem Makarios. Po různých funkcích v monastýru se stal igumenem a velmi uznávaným mnichem. Stal se velmi známým.
Podle tradice zázračné léčil duševní i fyzické nemoci.
Na kněze byl vysvěcen konstantinopolským patriarchou Tarasiem.
Roku 813 byzantský císař Leon V. Arménský zakázal uctívat ikony. Za uctívání ikon byl vyhnán patriarcha Nikeforos. Mnoho duchovních bylo mučeno, vězněno a vyhnáno. Odpůrcem obrazoborectví byl také Makarios, kterého nechal uvěznit. Po nástupu císaře Michaela II. Amorijského na trůn byl Makarios propuštěn. Císař Michael byl také zastáncem obrazoborectví a nechal Makaria vyhnat na ostrov Afousia (dnes Avşa).
Zemřel kolem let 830/840.
Jeho svátek se připomíná 1. dubna.